# Ngữ hệ Kxʼa
Ngữ hệ Kxʼa, còn gọi là ngữ hệ Ju–ǂHoan, là một ngữ hệ xác lập năm 2010, thiết lập mối quan hệ giữa Tiếng ǂʼAmkoe (ǂHoan) với cụm phương ngữ ǃKung (Juu). Người ta đã phỏng đoán về mối quan hệ này từ hơn một thập niên trước đó. Cùng với nhóm Tuu và Khoe-Kwadi, đây là một trong ba ngữ hệ bản địa miền nam châu Phi (cả ba hao hao nhau về loại hình do ảnh hưởng lẫn nhau trong một khu vực).

## Ngôn ngữ
- ǂʼAmkoe (bị đe doạ nghiêm trọng)
- ǃKung (còn gọi là ǃXun hay Ju, trước gọi là Khoisan Bắc; là một cụm phương ngữ)

Tiếng ǂʼAmkoe lúc trước bị xếp trong nhóm Tuu, có lẽ là do lầm lẫn với một phương ngữ tên ǂHȍȁn, dù điều duy nhất chúng có chung là đặc điểm loại hình như âm click đôi môi.
Honken & Heine (2010) lấy từ Kxʼa làm tên thay thế cho cho tên cũ Ju–ǂHoan (dễ lẫn lộn với tiếng Juǀʼhoan). Cái tên này bắt nguồn từ từ [kxʼà] 'đất' (một từ có mặt trong hai nhánh của ngữ hệ, và cả ngôn ngữ lân cận như tiếng Kwadi).

## Đặc điểm
Honken & Heine (2010) phục dựng 6 loạt âm click cho ngôn ngữ Kxʼa: 5 trong số đó có mặt trong vài phương ngữ ǃKung, cộng thêm âm click đôi môi từ tiếng ǂHoan. Âm click đôi môi trở thành âm click răng trong tiếng ǃXun; âm click quặt lưỡi trở thành âm click cạnh lưỡi trong tiếng ǂHoan và tiếng ǃXun Bắc, trở thành âm click chân răng trong tiếng ǃXun Nam, giữ nguyên là âm click quặt lưỡi trong tiếng ǃXun Trung. Tuy nhiên, Starostin (2003) tin rằng âm click đôi môi là đặc điểm phát triển thứ cấp trong tiếng ǂHoan. Ông dẫn chứng bằng từ 'một' (/ŋ͡ʘũ/) và 'hai' (/ʘoa/), hai từ có âm click đôi môi trong tiếng ǂHoan nhưng không có bất kỳ dấu vết âm đôi môi nào trong các ngôn ngữ Khoisan khác.